# Charity Opara
Charity Opara (ur. 20 maja 1972 w Owerri) – nigeryjska lekkoatletka, sprinterka.
W latach 1992–1996 odbyła karę czteroletniej dyskwalifikacji za stosowanie niedozwolonych środków dopingujących.

## Sukcesy
- Złoty medal Mistrzostw Afryki w lekkoatletyce (Sztafeta 4 x 400 m Lagos 1989)
- Srebro Igrzysk Wspólnoty Narodów (Sztafeta 4 x 100 m Auckland 1990)
- 2 medale Mistrzostw Afryki w lekkoatletyce (Kair 1990: złoto w sztafecie 4 x 400 metrów oraz srebro na dystansie 400 metrów)
- Srebrny medal podczas Mistrzostw Świata Juniorów w Lekkoatletyce (Bieg na 400 m Płowdiw 1990)
- 2 medale Igrzysk afrykańskich (Kair 1991: złoto w sztafecie 4 x 400 metrów oraz srebro na dystansie 400 metrów)
- Srebro Igrzysk olimpijskich (Sztafeta 4 x 400 m Atlanta 1996) osiągniety podczas tego biegu czas nigeryjskiej sztafety (3:21.04) jest aktualnym rekordem Afryki
- 2. miejsce w Finale Grand Prix IAAF (Bieg na 400 m Moskwa 1998)
- 3. miejsce podczas Finału Grand Prix IAAF (Bieg na 400 m Doha 2000)
- pięciokrotna mistrzyni Nigerii, w biegu na 200 metrów (1991) oraz czterokrotnie w biegu na 400 metrów (1989, 1992, 1997, 2000)[1]

## Rekordy życiowe
- bieg na 100 metrów – 11,40 – Trento 15/05/1999
- bieg na 200 metrów – 22,60 – Lagos 14/03/1992
- bieg na 400 metrów – 49.29 – Rzym 14/07/1998 (najlepszy wynik na świecie w sezonie 1998)
- bieg na 400 metrów (hala) – 50,73 – Stuttgart 01/02/1998 (rekord Nigerii)